# Gullmarsborg

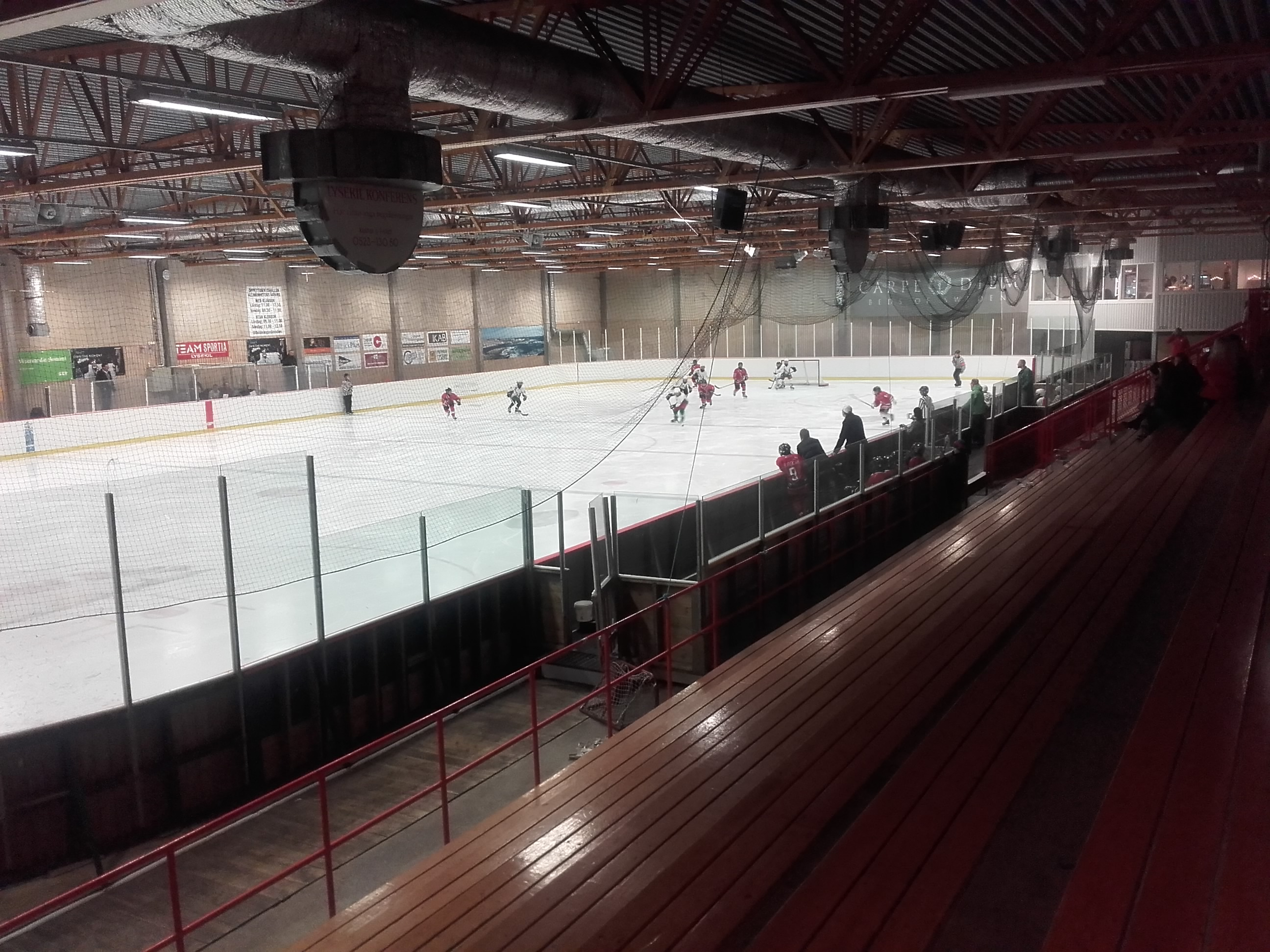
Rinken i Gullmarsborg

Gullmarsborg är en is och simhall i Lysekil. Den ligger centralt med utsikt över havet utanför Lysekil.

## Ishallen

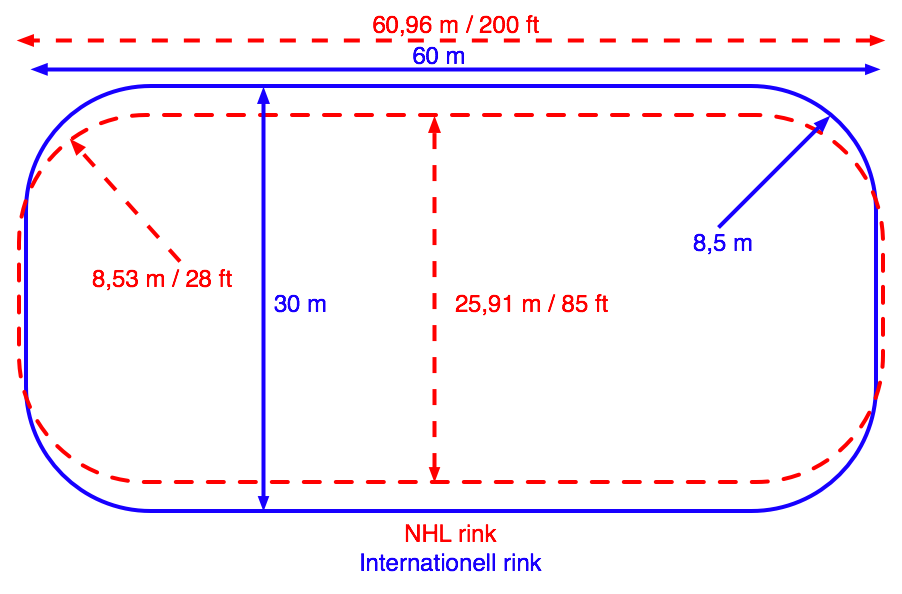
Jämförelse mellan en normal och en NHL-rink

Rinken i anläggningen är lite unik i Sverige då den har samma mått som de amerikanska NHL rinkarna, lite smalare än de europeiska rinkarna.